# 5571 Lesliegreen
5571 Lesliegreen (1978 LG) là một tiểu hành tinh vành đai chính được phát hiện ngày 1 tháng 6 năm 1978 bởi K. W. Kamper ở Đài thiên văn Nam Âu.